# 大俄羅斯主義
大俄羅斯是20世紀90年代俄羅斯民族主義者和領土收復主義者提出的一個包括俄羅斯帝國和前蘇聯版圖的國家的概念。

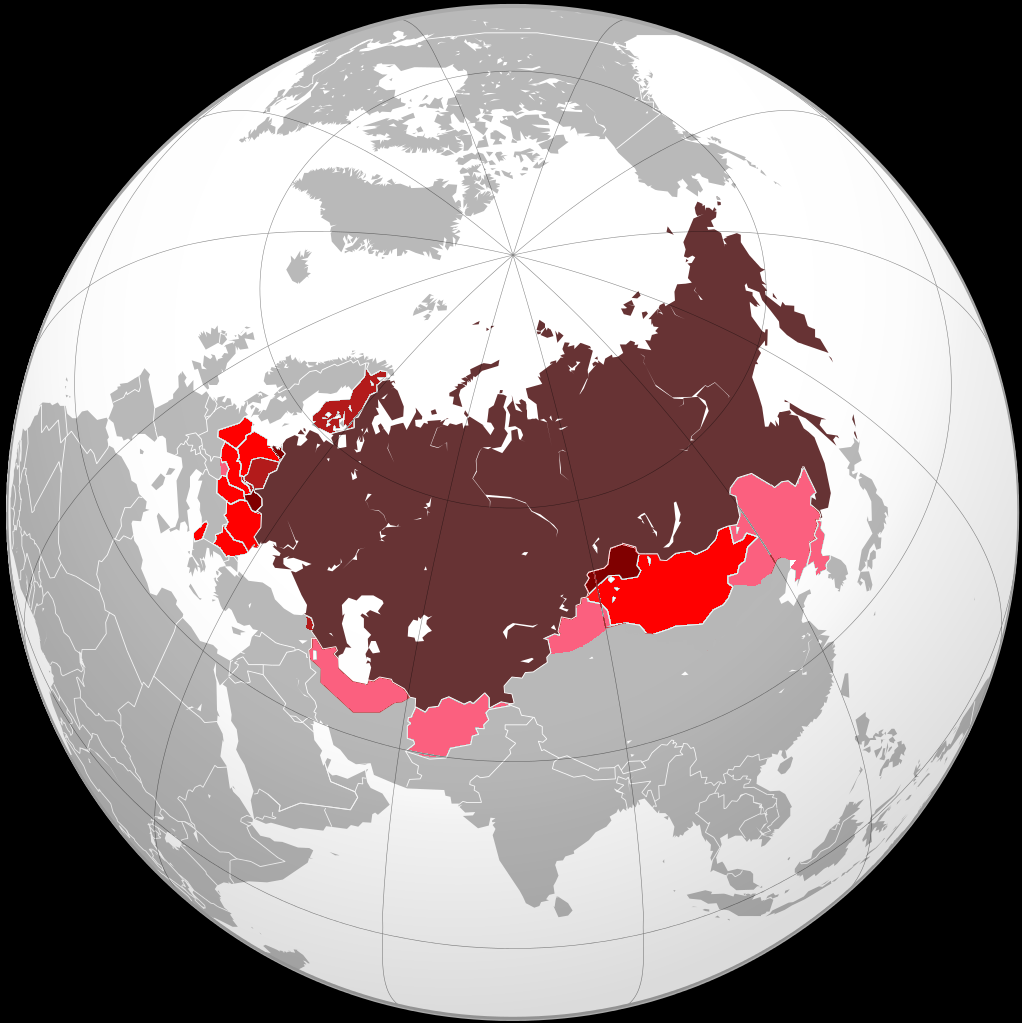
大俄羅斯／歐亞主義和周邊國家
1945年時繼承自俄羅斯帝國的蘇聯領土
從未歸屬俄羅斯帝國，但在1945年時屬於蘇聯的地區：圖瓦、東普魯士、烏克蘭西部和南千島群島
未成為蘇聯一部分的俄羅斯帝國領土：芬蘭、波蘭會議王國和卡爾斯州
1955年的蘇聯周邊國家：華沙條約組織成員國與蒙古人民共和國
俄羅斯帝國的勢力範圍與蘇聯的軍事佔領地區：伊朗北部、新疆北部、滿洲地區、東歐（奧地利）、朝鮮半島北部和阿富汗

在蘇聯解體後，大俄羅斯的想法僅限少數，儘管摩擦是存在的，但當時的領導人並未過多侵犯對方，在俄國高層方面葉爾欽承諾遵守「蘇聯境內目前存在的邊界」的協議，比如俄烏相互承認尊重邊界的不可侵犯性，在高加索地區，多方透過成立古阿姆集團以及放棄核武器來平衡歐亞的角力，俄國也多年與西方保持友好，但隨著俄羅斯受到北約擴張的影響與亞洲經濟崛起，文化的碰撞下在當今俄羅斯的政壇，保守主義開始有重要意義、聲量也不斷上漲。
隨著後蘇聯衝突的爆發愈發激烈，俄羅斯當局亦日趨激進，有意將白俄羅斯納入自己的勢力範圍（俄白聯盟），以及收回所有前蘇聯的領土（例如格魯吉亞、摩爾多瓦、烏克蘭、波羅的海三國及中亞國家）並讓這些國家的人特別是俄羅斯人重返俄羅斯，甚至有人主張包括芬蘭和波蘭在內的曾經被俄羅斯帝國統治及其勢力範圍影響的地方（例如滿洲和蒙古）都應該被俄羅斯統治（如日里諾夫斯基所主張的領土範圍）。

## 历史

### 俄乌战争（2014-至今）
俄罗斯吞并克里米亚被普遍认为是大俄罗斯主义在新世纪的表现。在俄罗斯吞并克里米亚之后，德左当局希望德左被俄罗斯吞并。
俄罗斯吞并克里米亚的举动引起了俄罗斯国内新一轮的民族主义狂潮，大部分的俄罗斯极右煽动吞并更多的乌克兰的土地，包括未被承认的新俄罗斯。

#### 2022年俄罗斯入侵乌克兰之后
在2022年2月24日，俄罗斯发动全面入侵乌克兰的战争，被普遍认为是大俄罗斯主义的延续。普京在全国讲话中多次质疑甚至是乌克兰作为一个国家存在的合法性，并且在一次讲话中要效仿彼得大帝，夺回历史上属于俄罗斯的土地。
俄罗斯发动特别军事行动引起了周边国家的警觉，原先是中立国家的芬兰、瑞典原先加入北约的民意并不高，但俄罗斯的入侵引起了两国的反感，想加入北约民调甚至高至70%多，随后两国启动加入北约的程序。
随后的战争时间里，俄罗斯发起了吞并乌克兰东部四州即顿涅茨克、卢甘斯克、扎波罗热、赫尔松四地的公投倡议（即使此四处并没有100%完全占领），南奥塞梯总统阿纳托利·比比洛夫也单方面表示他打算在不久的将来发动入俄的法律程序。
2022年9月23日至9月27日，普京在乌克兰被占领区域发动2022年俄占乌克兰吞并公投，随后2022年9月30日，普京在一次演讲过程中俄罗斯正式吞并这些地区，尽管战争还在持续。该公投被广泛描述为虚假的公投，并受到世界各国的谴责。目前，只有朝鲜接受了公投结果的有效性，其他主权国家均不接受。

## 代表性人物与言论

### 亚历山大·杜金
亚历山大·杜金是俄罗斯扩张主义的代表性人物，俄罗斯著名的政治理论家。2014年，美国学者Anton Barbashin和Hannah Thoburn在《外交事务》发文，指出杜金是普京的“大脑”，是俄罗斯扩张主义意识形态的来源，为俄罗斯的一系列战争提供理论基础。
杜金发展出一套新欧亚主义思想理论，他认为只要乌克兰作为一个主权国家仍然存在，谈论欧亚大陆的地缘政治就没有意义。因此，出于地缘政治的考量，乌克兰的命运就是被肢解，西部成为中欧的一部分，而克里米亚连同基辅，成为“小俄罗斯”的一部分，而乌克兰则加入俄国。
杜金曾主张吞并中国领土并在中国土地上建设俄国的“战略缓冲区”。

### 德米特里·梅德韦杰夫
在俄罗斯入侵乌克兰之前，俄罗斯前总理和前总统梅德韦杰夫被普遍认为是亲西方的人物，但是2022年特别军事行动之后，他多次在公开场合例如在twitter发表疯狂地大俄罗斯主义言论。
他多次暗示或直接扬言如果俄罗斯在战争被打败，俄罗斯将直接发动核战争。并对海牙国际法院的逮捕令扬言要以直接核打击对待。
他多次「预言」乌克兰将在地图上消失。梅德韦杰夫称确保与乌克兰的持久和平的唯一途径是尽可能将敌对国家的边界退后，甚至推到波兰的边界。他并表示世界上没人需要乌克兰，因此乌克兰将不复存在。